# Heliophila lactea
Heliophila lactea är en korsblommig växtart som beskrevs av Rudolf Schlechter. Heliophila lactea ingår i släktet solvänner, och familjen korsblommiga växter. Inga underarter finns listade i Catalogue of Life.